# Estación de Calasparra
Calasparra fue una estación ferroviaria situada en el municipio español de Calasparra, en la Región de Murcia. Las instalaciones estuvieron operativas entre 1865 y 2019, fecha en que dejaron de prestar servicio de viajeros debido a la entrada en funcionamiento de la nueva variante de Camarillas.

## Situación ferroviaria
La estación se encontraba situada en el punto kilométrico 385 de la línea férrea de ancho ibérico que une Chinchilla con Cartagena, a 45,8 metros de altitud. 

## Historia
La estación fue abierta al servicio el 27 de abril de 1865 con la puesta en funcionamiento del tramo Agramón-Calasparra de la línea que pretendía prolongar la línea Madrid-Alicante hasta Murcia y Cartagena. MZA propietaria del trazado del cual nacía la derivación en Albacete se encargó de las obras. En 1941, con la nacionalización de la totalidad de la red ferroviaria española la estación pasó a ser gestionada por RENFE. Desde el 31 de diciembre de 2004 Renfe Operadora explota la línea mientras que Adif es la titular de las instalaciones ferroviarias. La estación fue clausurada el 2 de marzo de 2019, a causa de la puesta en servicio de la variante de Camarillas para el futuro LAV entre Albacete y Murcia.

## Servicios ferroviarios
La estación contaba con servicios de Altaria entre Murcia y Madrid hasta el 2 de marzo de 2019. Se planeaba poner en servicio una línea de cercanías entre Murcia y Calasparra, pero en 2023 comenzaron los trabajos de desmantelamiento de la vía férrea entre Calasparra y Cieza, quedando la única opción el enlace con Hellín.

## La estación
Se encuentra a 5 km al norte de la población, en un desvío de la carretera RM-714.